# Notoryctes
Le talpe marsupiali o notoritte (Notoryctes, Stirling, 1891) sono un genere di Marsupiali: l'unico appartenente alla famiglia dei Notorittidi e all'ordine dei Notorittemorfi.

## Descrizione
Per un processo di convergenza evolutiva causato dall'occupazione di una simile nicchia ecologica, la talpa marsupiale mostra una notevole somiglianza con le talpe placentate, anch'esse adatte alla vita sotterranea, ed in particolare con le specie della famiglia dei Crisocloridi (talpe dorate sudafricane). Il corpo è massiccio, lungo 10-15 cm, ricoperto da una corta pelliccia di colore variabile (crema, dorata o giallo-argentea con riflessi iridescenti o rosso-giallastri) e dotata di una piccola coda di 1-2 cm, rinforzata da anelli cornei. Gli arti sono pentadattili e adatti allo scavo essendo corti, robusti e con dita munite di unghie larghe e piatte, più sviluppate nel terzo e quarto dito.

La testa porta un muso appuntito protetto da un ispessimento corneo. Gli occhi sono esternamente assenti, essendo ridotti a residui privi di funzionalità, nascosti da uno strato cutaneo. Nelle orecchie manca il padiglione auricolare. Le femmine hanno un piccolo marsupio, al cui interno si ritrovano i due capezzoli, con apertura posteriore per evitare che si riempia di terra durante lo scavo.

## Distribuzione e habitat

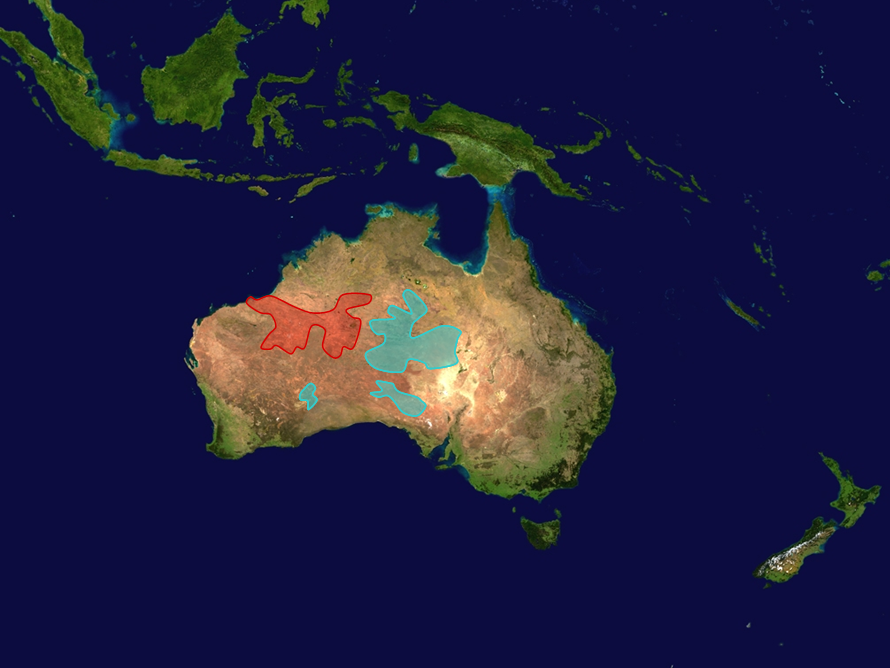
Areale del genere Notoryctes

Presente nell'Australia occidentale, da Gibson al Gran Deserto Sabbioso, la talpa marsupiale vive nelle dune sabbiose, nelle paludi interdunali e lungo i corsi fluviali.

## Biologia
La talpa marsupiale conduce una vita fossoria, trascorrendo gran parte del suo tempo a scavare gallerie piuttosto superficiali ed emergendo solo in rare occasioni. La sua dieta comprende soprattutto insetti e vermi che scova nel terreno. Essenzialmente solitaria, si riproduce verso novembre dando alla luce uno o due piccoli che si spostano nella tasca marsupiale posteriore per completare lo sviluppo.

## Tassonomia
Il genere comprende due specie, che differiscono molto poco tra loro:
- Notoryctes typhlops - talpa marsupiale del sud.
- Notoryctes caurinus – talpa marsupiale del nord.